# Zemljopisno preimenovanje
Zemljopisno preimenovanje je čin promjene naziva zemljopisnog obilježja ili prostora. Ono se može protezati od nesporne promjene imena ulice do velikih rasprave o promjeni imena države. Neka imena su promijenjena lokalno ali ih druge zemlje ne priznaju, posebno kada je promjena u jeziku. Ostala imena ne moraju biti službeno priznata, ali ostaju u uobičajenoj upotrebi.
Postoji mnogo razloga da se napravi preimenovanje, a primarni uzrok je politička motivacija. Najbolji primjer je povratak izvornih imena gradova koji su preimenovani u čast Staljinu. (Vidi Destaljinizacija i Povijest Sovjetskog Saveza (1953-1985).) Jedan od najuobičajenijih razloga za promjenu imena neke države je novostečena nezavisnost. Ime određenog područja se može promijeniti i kada se granice mijenjaju, ponekad zahvaljujući podjeli zemlje ili se dvije zemlje zajedno udružuju. To je ipak više stvaranje različitog entiteta nego čin zemljopisnog preimenovanja.
Ostali neobični razlozi za preimenovanje uključuju:
- Prestanak nošenja neobičnog ili neugodnog imena
- Kao dio sponzorskog dogovora ili reklamnog trika

Promjenom može nastati potpuno različito ime koje je prihvaćeno ili može biti samo neznatna promjena u pisanju naziva.

## Promjene zemljopisnih imena
Promjene zemljopisnih imena vrlo su česte. Najviše ih je bilo tijekom 1990-ih kada su raspadom višenacionalnih zajednica SSSR-a i SFRJ nastale nove države. Istom su se zemljopisna imena mijenjala i u drugim zemljama tzv. komunističkog bloka. Brojni su komunistički ideolozi u toj čistki skinuti su s povijesno-zemljopisne pozornice. Tako je primjerice Lenjingrad promijenio ime (ponovno dobio staro ime) u Sankt Peterburg, Sverdlovsk u Jekaterinburg, Ševčenko u Aktau, Titograd u Podgorica, Titova Korenica u Korenica i sl. Znakovit je slučaj Volgograda, koji se do 1925. nazivao Caricin (Цари́цын), od 1925. Staljingrad, a potom je ime u okviru Hruščovljeve destaljinizacije SSSR-a 1961. promijenjeno u današnji oblik (Volgograd). Zemljopisna su imena, naravno, mijenjana i ranije. Poseban je slučaj glavnog grada Norveške koji se do razaranja u velikom požaru 1624. nazivao Oslo. Nedaleko od stare lokacije podignut je novi grad Christiania (prema kralju Kristijanu IV.), čije je ime, u skladu s pravopisom norveškog jezika, 1878. preinačeno u Kristiania. Godine 1925. norveškoj prijestolnici vraćeno je staro ime Oslo. 
Promjene imena gradova zabilježene su i drugdje, primjerice u Indiji gdje je domicilonim Bombay službeno zamijenjen imenom Mumbai, a domicilnim Madras imenom Chennai. Osebujna je promjena imena grada Krasnovodska (Красноводск) na obali Kaspijskog jezera u Turkmenistanu. Grad se do 1869. nazivao Kyzyl-Su, a potom je preimenovan u Krasnovodsk, što je u biti ruski prijevod izvornika. Ime grada ponovno je promijenjeno 1993. kada je dobio ime Türkmenbaşy (Turkmenbashi; Otac Turkmena) prema aktulanom (i doživotnom) predsjedniku Saparmuratu Niyazovu.
U posljednjih desetak godina imena su promijenile i neke države: Burma u Mjanma, Zapadna Samoa u Samoa, Zair u Demokratska Republika Kongo (Republique Democratique du Congo), Belorussia u Belarus, Kirghizia u Kyrgyzstan i Moldavia u Moldova. 
Na žalost, nerijetko su zemljopisna imena predmet različitih političkih prepucavanja. Dovoljno se prisjetiti grčkog zahtjeva da se Republika Makedonija u međunarodnim relacijama mora koristiti imenom Bivša Jugoslavenska Republika Makedonija (Former Yugoslav Republic of Macedonia). To je doista, koliko mi je poznato, jedinstven primjer u svijetu. Grci objašnjavaju takav zahtjev potrebom diferenciranja nekadašnje federalne članice SFR Jugoslavije od grčke povijesne pokrajine i kraljevine Makedonije, čije je ime u povijesti, uz ostalo, poznato po velikom osvajaču Aleksandru Makedonskom (Velikom).

## Rasprave oko imena
- Rasprava oko imena Republike Makedonije
- Rasprava oko imena Derry/Londonderry
- Crtični rat 1990. – Čehoslovačka ili Čeho-Slovačka?
- Rasprava oko imena Sjeverne Irske
- Rasprava oko imena Perzijskog zaljeva započeta 1960-ih
- Rasprava oko imena Japanskog mora

## Značajne promjene imena
Sljedeći popis pokazuje činove zemljopisnog preimenovanja koji su bili od međunarodne važnosti ili značenja.
- Beijing – nazvan Beiping od 1927-1949, tijekom čega je Nanjing bio nacionalni glavni grad. U većini zapadnih zemalja Beijing je općenito bio poznat kao Peking prije promjene svoga imena, ali nakon komunističkog preuzimanja vlasti prihvaćena je pinyin transliteracija Beijinga.
- Benin iz Dahomej 1975.
- Burkina Faso iz Gornje Volte 1984.
- Cape Canaveral – u Cape Kennedy 27. studenog 1963. i ponovo natrag 9. listopada 1973. nakon što je vlada Floride odobrila zakon za povratak imena.
- Srednjoafrička Republika – iz Ubangi-Shari nakon nezavisnosti 1958.
- Chennai (4. najveći indijski grad) – iz Madrasa
- Demokratska Republika Kongo – Zair između 1971. i 1997.
- Dhaka (glavni grad Bangladeša) – prijašnja Dacca
- Etiopija povijesno poznata kao Abesinija
- Grad Ho Ši Min – bivši Saigon, promijenio naziv 1975. nakon pada Južnog Vijetnama
- Iran – bivši Perzija
- Kalinjingrad iz Königsberg 1945.
- Mumbai – iz Bombayja 1995. radi udaljavanja od britanskog naslijeđa/utjecaja
- Mjanmar, ali Burma se još koristi u hrvatskom i drugim zapadnim jezicima (vidi objašnjenje imena Burme/Myanmara)
- Matijaševo, kratkotrajno ime Mrkonjić Grada (koji je, opet, nazvan tako po pseudonimu srpskoga kralja Petra), nakon pogibije Andrije Matijaša Pauka u tom gradu 1995.
- Pretoria u Tshwane – namiještena da se promijeni kako bi zvučila više afrički uz odobrenje lokalnih vlasti 2005., dok se ratifikacija središnje vlade još čeka
- Istanbul – bivši Byzantium (pod grčkom upravom), Konstantinopol (pod rimskom upravom)
- Kolkata – iz Calcutta 2001. s namjerom da bude fonetski bliža verziji na Bengaliju
- Sankt-Peterburg – izvorno Sankt-Peterburg (1703.), onda Petrograd (1914.), pa Lenjingrad (1924.) i ponovo Sankt-Peterburg 1991.
- Široki Brijeg, nasilno preimenovan po rječici Lištici Lištica 1945., vratio ime 1991.
- Šri Lanka iz Cejlon 1972.
- Tajland – bivši Sijam
- Tokyo – bivši Edo, sve dok nije postao glavni grad Japana 1868.
- Tomislavgrad, Duvno do 1925., preimenovan u čast tisućite obljetnice krunidbe kralja Tomislava na Duvanjskom polju, preimenovan u Duvno 1945., pa opet u Tomislavgrad 1991.
- Uskoplje, u osmanlijskom razdoblju preimenovano u Gornji Vakuf
- Vanuatu – iz Novi Hebridi 30. lipnja 1980. nakon dobivanja samouprave, nezavisnosti i onda potpune suverenosti.
- Zimbabve – dio Rodezije do 1910; onda poznat kao Južna Rodezija sve do godine 1965 kada je proglasio neovisnost; poznat kao Rodezija do 1979, tada postaje Zimbabve-Rodezija sve dok nije uzeo trenutno ime 1980; Brojni gradovi u Zimbabveu su također promijenili nazive u pokušaju da iskorijene simbole britanskog kolonijalizma i vlasti bijelačke manjine (poput Salisbury u Harare).

## Neobične promjene imena
- Truth or Consequences, Novi Meksiko promijenio je naziv "Hot Springs" 1950. godine kada je domaćin Truth or Consequences (Istina i posljedice) Ralph Edwards objavio da će napraviti emisiju iz prvog grada koji se preimenuje prema popularnom radio programu.
- Jim Thorpe, Pennsylvania, bivši Mauch Chunk i East Mauch Chunk, promjena je dogovorena s nasljednicima Jima Thorpea kako bi gradić postao mjesto njegove grobnice u nastojanju da se poveća turizam.
- Ismay, Montana neslužbeno je uzeo ime "Joe, Montana" prema NFL braniču Joe Montani kao dio reklamnog trika iz 1993.
- Clark, Texas preimenovao se u "Dish" prema EchoStar Communications' Dish Network – svih 55 kućanstava u gradu je dobilo besplatne satelitske televizije na 10 godina.
- Halfway, Oregon postao je prvo mjesto koje je primilo novac od dot-com da promijeni svoje ime kako bi se slagalo s web stranicom "Half.com"
- Santa, Idaho, seoce sa stanovništvom od 115 ljudi postalo je "secretsanta.com" 9. prosinca 2005.

## Više informacija
- popis promjena imena gradova
- kontroverza indijskog preimenovanja
- Američka konferencija o standardizaciji zemljopisnih imena
- United States Board on Geographic Names (Američki odbor za zemljopisna imena)
- Informacijski sustav zemljopisnih imena
- etimologija mjesnih imena
- popisi mjesta
- krađa uličnih znakova

## Vanjske poveznice
- Promjene imena od 1990. godine: zemlje, gradovi i drugo na Mapping.com